# Charles de Montmorency-Damville
Pour les articles homonymes, voir Montmorency et Damville.
Charles de Montmorency, duc de Damville, amiral de France, pair de France est né en 1537 et mort en 1612. Il fut Colonel général des Suisses, puis Colonel Général des Suisses et des Grisons.
L'explorateur Samuel Champlain lui a dédié le rapport de sa première expédition au Canada de 1603. La chute Montmorency, la plus haute chute d'eau au Québec a été nommée en son honneur.

## Biographie
Charles de Montmorency est le troisième fils du connétable Anne de Montmorency et de Madeleine de Savoie. Frère cadet de François, duc de Montmorency et d'Henri, baron de Damville, il porte le titre de seigneur de Méru.
Durant les guerres de religion, il combat dans le camp de l'armée royale. Il participe aux batailles de Dreux (1562), de Saint-Denis où meurt son père (1567), et devenu colonel Général des Suisses, à la bataille de Moncontour (1569).

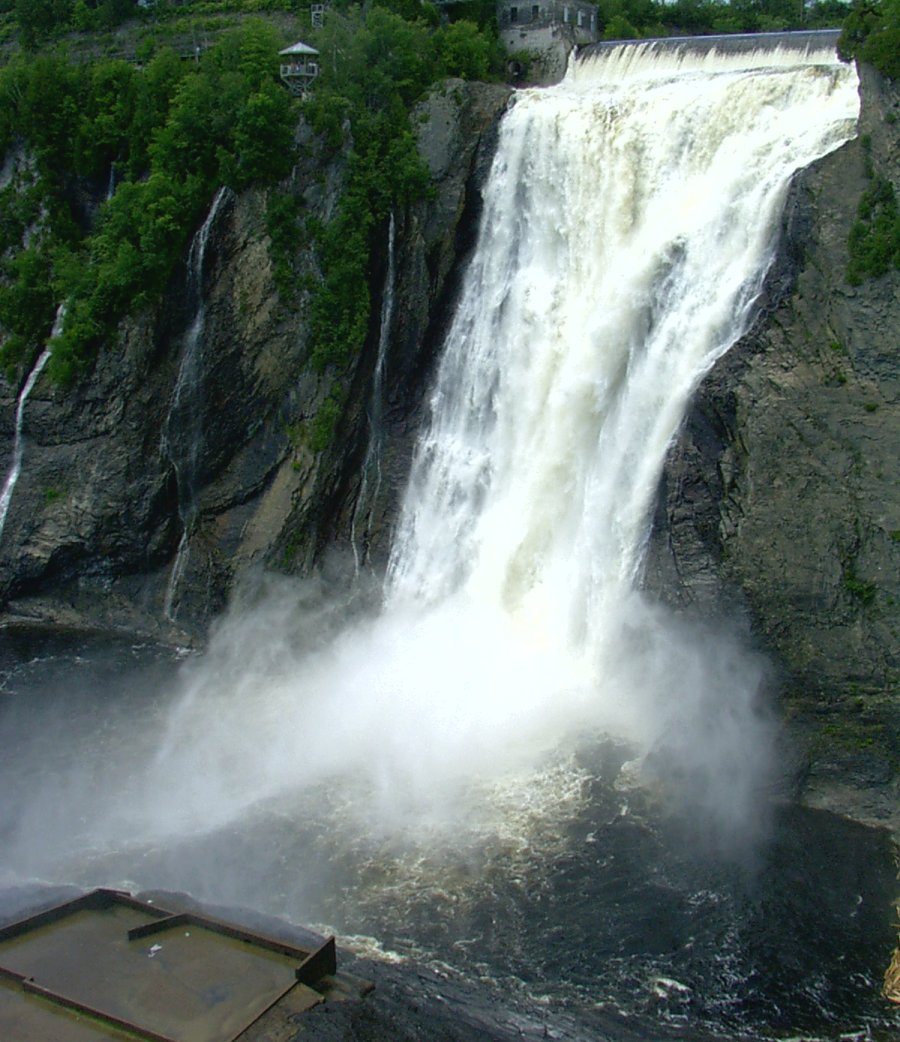
Nommée en l'honneur de Charles de Montmorency, la chute Montmorency, la plus haute au Québec, produit des embruns qui forment le fameux « Pain de sucre » en hiver.

Après l'embastillement de son frère aîné François, le jeu des solidarités familiales l'amène à rejoindre les Malcontents (1574). Il se réfugie avec son frère cadet Guillaume de Thoré en Suisse et en Allemagne. Il recrute des troupes et prend avec son jeune frère le commandement de l'armée chargée d'envahir la France.
À la mort de son frère François, il prend la succession de son frère Henri comme baron de Damville (1579). Réconcilié avec le roi Henri III de France, il réapparaît à la cour .
Pendant le soulèvement de la Ligue, il apporte son soutien à Henri IV et participe à la bataille d'Arques. En récompense de sa fidélité, le roi le fait nommer amiral de France et de Bretagne, poste rendu vacant après la mort de l'amiral de Villars (1595). Le roi Louis XIII, la première année de son règne, le créa duc de Damville et pair de France.
Il meurt en 1612 à l'âge de 75 ans.
Il ne laisse aucun enfant de sa femme Renée de Cossé, comtesse de Secondigny, fille aînée d'Artus de Cossé, maréchal de France. Madame l'amirale et duchesse de Damville « Renée de Cossé estoit une Heroïne pieuse et sçavante. Elle a traduit de latin en François les livres de la Cité de Dieu de saint Augustin, et a écrit plusieurs Discours manuscrits » comme rapporte le Révérend Père Louys Jacob Carme, en sa Bibliothèque des Femmes Illustres par leurs écrits. Elle mourut au château de Gonnord en Anjou au mois d'octobre 1622.